# Lee Jung-mi (Juristin)
Lee Jung-mi (* 25. Juni 1962 in Ulsan) ist eine südkoreanische Richterin. Seit dem 14. März 2011 ist sie Richterin am Verfassungsgericht und leitet dieses kommissarisch seit dem 1. Februar 2017 bis zum Ende ihrer Amtszeit am 31. März 2017.

## Leben
1980 erlangte Lee Jung-mi ihren Abschluss an der höheren Schule für Mädchen in Masan (koreanisch: 마산여자고등학교) und wechselte im gleichen Jahr an die Law School der Korea University zum Studium der Rechtswissenschaft, welches sie 1984 abschloss. Noch im gleichen Jahr bestand Lee das Bar Examen, die Zulassungsprüfung für Juristen in Südkorea. Nach ihrer Graduierung wollte sie erst Staatsanwältin werden, entschied sich aber für eine Karriere als Richterin.
1987 begann Lee als Richterin am Distriktgericht Daejeon, wechselte 1991 an das Distriktgericht Incheon und 1992 an das Distriktgericht Suwon. 1994 wurde sie Richterin am Familiengericht in Seoul, 1996 am Gerichtsbezirk Seoul Mitte und 1998 am Gerichtsbezirk Seoul West, bevor sie 1999 an das Berufungsgericht Seoul wechselte. Weiterhin begleitete sie die Stellen als Senior-Richterin am Distriktgericht Ulsan (2002), am Distriktgericht Seoul West (2007) und am Distriktgericht Seoul Mitte (2009). 2010 wurde sie zur Senior-Richterin an den Berufungsgerichten in Busan und in Daejeon ernannt.
Am 31. Januar 2011 wurde sie vom Vorsitzenden des Obersten Gerichtshof Südkoreas Lee Yong-hoon als Nachfolgerin von Lee Kong-hyun als Richterin am Verfassungsgericht nominiert und trat am 14. März 2011 die Nachfolge an. Sie ist die zweite Frau nach Jeon Hyo-sook (Amtszeit August 2003 bis September 2006), die zur Verfassungsrichterin ernannt wurde. Im Januar 2013 endete die Amtszeit des Vorsitzenden Lee Kang-Kook, kommissarisch übernahm Song Doo-Hwan den Vorsitz des Verfassungsgericht. Als am 22. März 2013, dem Ende der Amtszeit von Song immer noch kein neuer Vorsitzender ernannt wurde, übernahm Lee kommissarisch den Vorsitz bis 11. April 2013. Am 12. April übernahm Park Han-Chul, der bereits seit dem 1. Februar 2011 Richter am Verfassungsgericht war, offiziell den Vorsitz des Gerichts. Seit dem Ende dessen Amtszeit ist Lee erneut kommissarische Vorsitzende des Verfassungsgerichts. Ihre Amtszeit endete am 13. März 2017.